# Global Firepower
Global Firepower (GFP) — рейтинг совокупной военной мощи каждой из стран мира. Рейтинг составлен американским блогером Дэниелом Пучеком. Для расчёта рейтинга каждой из стран Пучек использует определённую формулу, суть и подробности которой не сообщаются. Рейтинг не утверждён и не проверен никем из экспертов, учёных, военных или властями какой-либо из стран мира, однако и не претендует на достоверность.
Глобальный индекс огневой мощи сравнивает потенциал обычных боевых действий различных стран с точки зрения их наземных, морских и воздушных боевых возможностей. Индекс, который ежегодно обновляется с 2016 года, якобы учитывает 50 различных военных, демографических, финансовых, логистических и географических факторов. В связи с тем, что основное внимание уделяется обычным видам войны, ядерные арсеналы не учитываются.
Рейтинг упоминали такие издания как Business Insider, Forbes, The Times of India, CNBC, Newsweek, Deutsche Welle, Wirtschaftswoche, Handelsblatt, Kyiv Post, Интерфакс, Российская газета, а также Пётр Порошенко на посту президента Украины.
Сайт, на котором опубликован индекс, не указывает издателя и называет себя частью сети Military Factory Network.

## Описание
По данным расследования Bellingcat, сайт Global Firepower входит в сеть сайтов MilitaryFactory.com, которая зарегистрирована на американского блогера Дэниела Пучека. Дэниел Пучек известен своим сайтом свадебных нарядов, а также другими информационно-развлекательными порталами.
Global Firepower не раскрывает подробностей формулы, которая применяется для расчёта рейтингов, однако утверждает, что учитывает «более 55 разнообразных факторов, которые определяют рейтинг конкретного государства». Global Firepower утверждает, что формула разработана таким образом, чтобы «позволять небольшим, но более технологически развитым государствам конкурировать с более крупными, но менее развитыми. Для дальнейшего уточнения рейтинга добавляются модификаторы (в форме бонусов и штрафов)». Одной из особенностей формулы является то, что количество ядерного оружия государства не учитывается в расчёте, хотя его наличие и принимается во внимание.
Сайт практически не предоставляет информацию об использованных источниках, методологии, не указывает редакторов и экспертов, однако и не претендует на авторитетную академическую оценку военной мощи стран.
Информация, опубликованная на этом веб-сайте, является верной и полной, насколько нам известно. Вся информация предоставляется без каких-либо гарантий, в целом или частично, владельцем(-ами) вебсайта, которые также отказываются от любой ответственности и последствий, связанных с использованием этих данных, или отдельных их аспектов.Отказ от ответственности на сайте GlobalFirepower.com

## Методология
По заявлениям на сайте, в индекс включены более 50 статистических показателей. К ним относятся численность личного состава, оборудование, военный бюджет, природные ресурсы и другие факторы. Однако количество ядерного оружия не учитывается, так как рассчитывается только потенциал для ведения обычной войны. На основе всех показателей рассчитывается балл — индекс мощи (PwrIndx). Чем ниже PwrIndx, тем выше предполагаемый потенциал для ведения обычных боевых действий. Наилучший теоретический балл, которого может достичь страна в Глобальном индексе огневой мощи, равен 0.

## Критика
Дакота Вуд, старший научный сотрудник оборонных программ фонда «Наследие» и редактор индекса военной мощи США, говорит, что «исследователи могут относиться к Globalfirepower.com ещё с меньшим доверием, чем к Википедии».
Его материал не сопровождается ссылками, также отсутствует объяснение алгоритмов, которые бы позволяли получать их выводы.Дакота Вуд, старший научный сотрудник оборонных программ Heritage Foundation
Майкл Кофман, сотрудник Института Кеннана, специализирующийся на безопасности и обороне, сказал, что «никто не воспринимает рейтинг Global Firepower всерьёз».
У него практически нет методологии. Составление подобного рейтинга вообще невозможно.Майкл Кофман, сотрудник Института Кеннана
Специалист по международным вопросам, профессор Том Николс, сказал, что никогда не слышал и никогда не видел ничего об этом рейтинге.
Майкл Хоровитц, преподаватель политологии в Пенсильванском университете и автор книги The Diffusion of Military Power: Causes and Consequences for International Politics, так оценил вебсайт:
Рейтинг Global Firepower пользуется непрозрачной методикой определения наиболее сильных армий, поэтому о его достоверности говорить трудно. Мне это кажется чьей-то добросовестной попыткой предоставить общественности информацию об армиях мира и монетизировать ее через рекламу. Однако, дальнейшие выводы делать сложно, не зная ничего о методологии рейтинга и людях или организациях, которые стоят за ним.Майкл Хоровитц, преподаватель политологии в Пенсильванском университете

## Влияние
В 2017 году Euromaidan Press сослался на рейтинг Global Firepower, отметив, что он составляется «под эгидой британского Сент-Эндрюсского университета».
Business Insider публиковал комментарии, основанные на рейтинге Global Firepower, по меньшей мере с 2013 года, собирая многомиллионные просмотры (2013 год — 5 млн, 2014 год — 2 млн, 2018 год — 3 млн). Опубликованные в 2018 году статьи были о самых сильных армиях мира и Европы.
Широко распространяемое утверждение о том, что российская армия якобы является второй армией мира, также основано на этом индексе.